# Monelin
Monelin je sladek protein, ki je bil odkrit leta 1969 v plodu zahodnoafriške rastline Dioscoreophyllum cumminsii in je bil prvotno uvrščen med ogljikove hidrate.  V primerjavi s saharozo je 3000-krat bolj sladek na masni ravni.

## Kemijska zgradba
Sestavljen je iz dveh nekovalentno vezanih polipeptidnih verig, verige A, ki jo sestavlja 44 AK in verige B, ki jo tvori 50 AK.

## Lastnosti in uporaba
Nativni dvoverižni monelin je relativno občutljiv na povišano temperaturo in vpliv kisline. Pri inkubaciji na 50 °C v kislem pH-ju denaturira in izgubi sladek okus. V primerjavi z njim se je enoverižni monelin (SCM) izkazal za enako sladkega, vendar fizikalno-kemijsko stabilnejšega. V nedavnih študijah so raziskovali tudi štiri analoge monelina in ugotovili, da sta [AsnA16]-monelin in [AsnA26]-monelin še veliko slajša od nativnega monelina, saj sta 7500- in 5500-krat bolj sladka od saharoze.
Monelin kot sladilo v EU in ZDA ni odobren, medtem ko je na Japonskem odobren kot neškodljiv aditiv.